# Medalhistas olímpicos do halterofilismo (feminino)
Esta lista reúne as mulheres medalhistas olímpicas do halterofilismo.
Para os medalhistas, veja: Medalhistas olímpicos do halterofilismo (masculino)

## Mosca
- –48 kg (2000–2016)
- –49 kg (2020)

| Evento       | Ouro               | Prata                     | Bronze                  |                   |
| ------------ | ------------------ | ------------------------- | ----------------------- | ----------------- |
| Sydney 2000  | USA Tara Nott      | INA Raema Lisa Rumbewas   | INA Sri Indriyani       | [ 1 ]             |
| Atenas 2004  | TUR Nurcan Taylan  | CHN Li Zhuo               | THA Aree Wiratthaworn   | [ 1 ]             |
| Pequim 2008  | TPE Chen Wei-ling  | KOR Im Jyoung-hwa         | THA Pensiri Laosirikul  | [ 2 ] [ 3 ] [ 4 ] |
| Londres 2012 | CHN Wang Mingjuan  | JPN Hiromi Miyake         | PRK Ryang Chun-hwa      | [ 5 ]             |
| Rio 2016     | THA Sopita Tanasan | INA Sri Wahyuni Agustiani | JPN Hiromi Miyake       | [ 6 ]             |
| Tóquio 2020  | CHN Hou Zhihui     | IND Saikhom Mirabai Chanu | INA Windy Cantika Aisah | [ 7 ]             |
| Paris 2024   | CHN Hou Zhihui     | ROU Mihaela Cambei        | THA Surodchana Khambao  | [ 8 ]             |

## Pena
- –53 kg (2000–2016)
- –55 kg (2020)

| Evento       | Ouro                                 | Prata                   | Bronze                   |                     |
| ------------ | ------------------------------------ | ----------------------- | ------------------------ | ------------------- |
| Sydney 2000  | CHN Yang Xia                         | TPE Li Feng-ying        | INA Winarni Binti Slamet | [ 1 ]               |
| Atenas 2004  | THA Udomporn Polsak                  | INA Raema Lisa Rumbewas | COL Mabel Mosquera       | [ 1 ]               |
| Pequim 2008  | THA Prapawadee Jaroenrattanatarakoon | KOR Yoon Jin-hee        | INA Raema Lisa Rumbewas  | [ 2 ] [ 9 ]         |
| Londres 2012 | TPE Hsu Shu-ching                    | INA Citra Febrianti     | UKR Iulia Paratova       | [ 5 ] [ 10 ] [ 11 ] |
| Rio 2016     | TPE Hsu Shu-ching                    | PHI Hidilyn Diaz        | KOR Yoon Jin-hee         | [ 6 ]               |
| Tóquio 2020  | PHI Hidilyn Diaz                     | CHN Liao Qiuyun         | KAZ Zulfiya Chinshanlo   | [ 7 ]               |

## Leve
- –58 kg (2000–2016)
- –59 kg (2020–2024)

| Evento       | Ouro                 | Prata                | Bronze                |              |
| ------------ | -------------------- | -------------------- | --------------------- | ------------ |
| Sydney 2000  | MEX Soraya Jiménez   | PRK Ri Song-hui      | THA Khassaraporn Suta | [ 1 ]        |
| Atenas 2004  | CHN Chen Yanqing     | PRK Ri Song-hui      | THA Wandee Kameaim    | [ 1 ]        |
| Pequim 2008  | CHN Chen Yanqing     | PRK O Jong-ae        | THA Wandee Kameaim    | [ 2 ] [ 12 ] |
| Londres 2012 | CHN Li Xueying       | THA Pimsiri Sirikaew | THA Rattikan Gulnoi   | [ 5 ] [ 13 ] |
| Rio 2016     | THA Sukanya Srisurat | THA Pimsiri Sirikaew | TPE Kuo Hsing-chun    | [ 6 ]        |
| Tóquio 2020  | TPE Kuo Hsing-chun   | TKM Polina Gurýeva   | JPN Mikiko Ando       | [ 7 ]        |
| Paris 2024   | CHN Luo Shifang      | CAN Maude Charron    | TPE Kuo Hsing-chun    | [ 8 ]        |

## Médio
- –63 kg (2000–2016)
- –64 kg (2020)

| Evento       | Ouro                 | Prata                 | Bronze                   |                     |
| ------------ | -------------------- | --------------------- | ------------------------ | ------------------- |
| Sydney 2000  | CHN Chen Xiaomin     | RUS Valentina Popova  | GRE Ioanna Chatziioannou | [ 1 ]               |
| Atenas 2004  | UKR Natalia Skakun   | BLR Hanna Batsiushka  | BLR Tatiana Stukalova    | [ 1 ]               |
| Pequim 2008  | PRK Pak Hyon-suk     | TPE Lu Ying-chi       | CAN Christine Girard     | [ 2 ] [ 14 ]        |
| Londres 2012 | CAN Christine Girard | BUL Milka Maneva      | MEX Luz Acosta           | [ 5 ] [ 15 ] [ 10 ] |
| Rio 2016     | CHN Deng Wei         | PRK Choe Hyo-sim      | KAZ Karina Goricheva     | [ 6 ]               |
| Tóquio 2020  | CAN Maude Charron    | ITA Giorgia Bordignon | TPE Chen Wen-huei        | [ 7 ]               |

## Pesado-ligeiro
- –69 kg (2000–2016)
- –76 kg (2020)
- –71 kg (2024)

| Evento       | Ouro               | Prata                    | Bronze                |                     |
| ------------ | ------------------ | ------------------------ | --------------------- | ------------------- |
| Sydney 2000  | CHN Lin Weining    | HUN Erzsebet Markus      | IND Karnam Malleswari | [ 1 ]               |
| Atenas 2004  | CHN Liu Chunhong   | HUN Eszter Krutzler      | RUS Zarema Kassaieva  | [ 1 ]               |
| Pequim 2008  | RUS Oxana Slivenko | COL Leydi Solís          | EGY Abeer Abdelrahman | [ 2 ] [ 14 ] [ 3 ]  |
| Londres 2012 | PRK Rim Jong-sim   | KAZ Anna Nurmukhambetova | COL Ubaldina Valoyes  | [ 5 ] [ 10 ] [ 16 ] |
| Rio 2016     | CHN Xiang Yanmei   | KAZ Jazira Japparkul     | EGY Sara Ahmed        | [ 6 ]               |
| Tóquio 2020  | ECU Neisi Dajomes  | USA Katherine Nye        | MEX Aremi Fuentes     | [ 7 ]               |
| Paris 2024   | USA Olivia Reeves  | COL Mari Sánchez         | ECU Angie Palacios    | [ 8 ]               |

## Pesado
- –75 kg (2000–2016)
- –87 kg (2020)
- –81 kg (2024)

| Evento       | Ouro                     | Prata                   | Bronze               |                     |
| ------------ | ------------------------ | ----------------------- | -------------------- | ------------------- |
| Sydney 2000  | COL María Isabel Urrutia | NGR Ruth Ogbeifo        | TPE Kuo Yi-hang      | [ 1 ]               |
| Atenas 2004  | THA Pawina Thongsuk      | RUS Natalia Zabolotnaia | RUS Valentina Popova | [ 1 ]               |
| Pequim 2008  | KAZ Alla Vajenina        | ESP Lydia Valentín      | MEX Damaris Aguirre  | [ 2 ] [ 3 ] [ 12 ]  |
| Londres 2012 | ESP Lydia Valentín       | EGY Abeer Abdelrahman   | CMR Madias Nzesso    | [ 5 ] [ 11 ] [ 10 ] |
| Rio 2016     | PRK Rim Jong-sim         | BLR Darya Naumava       | ESP Lydia Valentín   | [ 6 ]               |
| Tóquio 2020  | CHN Wang Zhouyu          | ECU Tamara Salazar      | DOM Crismery Santana | [ 7 ]               |
| Paris 2024   | NOR Solfrid Koanda       | EGY Sara Ahmed          | ECU Neisi Dajomes    | [ 8 ]               |

## Superpesado
- +75 kg (2000–2016)
- +87 kg (2020)
- +81 kg (2024)

| Evento       | Ouro              | Prata                 | Bronze             |                    |
| ------------ | ----------------- | --------------------- | ------------------ | ------------------ |
| Sydney 2000  | CHN Ding Meiyuan  | POL Agata Wróbel      | USA Cheryl Haworth | [ 1 ]              |
| Atenas 2004  | CHN Tang Gonghong | KOR Jang Mi-ran       | POL Agata Wróbel   | [ 1 ]              |
| Pequim 2008  | KOR Jang Mi-ran   | SAM Ele Opeloge       | NGR Mariam Usman   | [ 2 ] [ 14 ] [ 9 ] |
| Londres 2012 | CHN Zhou Lulu     | RUS Tatiana Kachirina | KOR Jang Mi-ran    | [ 5 ] [ 11 ]       |
| Rio 2016     | CHN Meng Suping   | PRK Kim Kuk-hyang     | USA Sarah Robles   | [ 6 ]              |
| Tóquio 2020  | CHN Li Wenwen     | GBR Emily Campbell    | USA Sarah Robles   | [ 7 ]              |
| Paris 2024   | CHN Li Wenwen     | KOR Park Hye-jeong    | GBR Emily Campbell | [ 8 ]              |